# Анісович Владислав Леопольдович
Владисла́в Леопо́льдович Анісо́вич (20 червня 1908, Луганськ — 30 серпня 1969, Алупка) — український та російський радянський живописець, графік та педагог; член Ленінградського відділення Спілки художників СРСР з 1932 року.

## Навчання та творчий шлях
Народився 7 [20] червня 1908 року в місті Луганську (тепер Україна). У 1927—1928 роках проходив навчання в Харківському художньому інституті. В 1929—1931 роках навчався у московському ВХУТЕІНі, після закриття закладу переведений в Ленінградський інститут пролетарського мистецтва, де його педагогами були Олександр Савінов та Рудольф Френц. Отримав диплом «художника монументального мистецтва», дипломна робота — «Збори в колгоспі». Там же у 1931—1933 роках пройшов аспірантуру — дисертаційна робота «Спартаківське повстання в Німеччині» (зберігається у Державному Російському музеї).
Протягом 1933—1969 років з перервою на війну, працював викладачем в Ленінградському інституті живопису, архітектури та скульптури імені І. Рєпіна. Член ВКП(б) з 1939 року. Брав участь у німецько-радянській війні з липня 1941 року.
Помер 30 серпня 1969 року в Алупці, похований в Ленінграді.

## Творчість
Творив портрети, картини на історично-революційні теми, жанрові композиції, пейзажі. Серед робіт:
- 1932 — «Перехід загону К. Ворошилова з Луганська в Царицин»;
- 1947 — «Концерт акторів Мурманського театру на фронті» (Мурманський краєзнавчий музей);
- 1947 — «Відновлення Мончегорського комбінату»;
- 1949 — «Штурм Перекопу»;
- 1951 — «Портрет наукового співробітника публічної бібліотеки імені Салтикова-Щедріна І. Строгова»;
- 1956 — «Портрет артистки Д. Журба»;
- 1956 — «Портрет геолога Єфімова»;
- 1968 — «Портрет студентки ЛДУ О. Єфімцевої»;
- 1969 — «Нашестя».

Брав участь у виставках з 1935 року.

## Нагороди
Нагороджений:
- орденами Червоної Зірки (19 липня 1944), Вітчизняної війни ІІ ступеня (16 травня 1945);
- медалями «За оборону Ленінграда», «За перемогу над Німеччиною»[1].